# Alexandra Vivas

Alexandra Vivas, destacada deportista colombiana de la especialidad de patinaje quien fue campeona de Centroamérica y del Caribe en Mayagüez 2010.

## Trayectoria
La trayectoria deportiva de Alexandra Vivas se identifica por su participación en los siguientes eventos nacionales e internacionales:

### Juegos Centroamericanos y del Caribe
Fue reconocido su triunfo de ser la sexta deportista con el mayor número de medallas de la selección de  Colombia 
en los juegos de Mayagüez 2010.

#### Juegos Centroamericanos y del Caribe de Mayagüez 2010
Su desempeño en la vigésima primera edición de los juegos, se identificó por ser la décima octava deportista con el mayor número de medallas entre todos los participantes del evento, con un total de 6 medallas:

- , Medalla de oro: 15 000 m Eliminación
- , Medalla de oro: 20 000 m Eliminación
- , Medalla de oro: 3000 m Relevos
- , Medalla de plata: 10 000 m Eliminación
- , Medalla de plata: 10 000 m Puntos
- , Medalla de plata: 300 m contrarreloj